# Meton-Zyklus

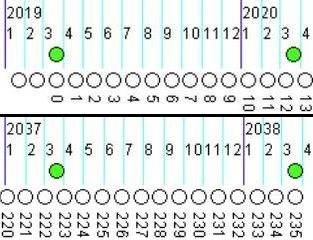
Beginn eines Sonnenjahres sei z. B. am Tage des Frühlingsanfangs (grüner Kreis), der eines Mondmonats an einem Tag mit Vollmond (weißer Kreis). Beide Perioden beginnen z. B. gleichzeitig am Tage des Frühlingsanfangs 2019. Dann findet ein solches Zusammentreffen erst 2038, d. h. nach 19 Sonnenjahren bzw. 235 Mondmonaten wieder statt.

Meton-Zyklus (griechisch Μέτωνος κύκλος) oder Meton-Periode (auch Enneakaidekaeteris, Enneadekaeteris; griechisch εννεαδεκαετηρίς: „neunzehnjährig“) bezeichnet
- eine Periode, die sowohl 19 Sonnenjahre[An 1]  als auch 235 Mondmonate lang ist,
- ein vermutetes Kalendersystem, das die antiken griechischen Astronomen Euktemon und Meton im fünften Jahrhundert v. Chr. aufstellten, und in dem 19 Kalenderjahre 6940 Tage enthielten (die 235 Mondmonate hätten aus 110 hohlen Monaten (je 29 Tage lang) und aus 125 vollen Monaten (je 30 Tage lang) bestanden).

Dass 19 Sonnenjahre und 235 Mondmonate etwa gleich lang sind, war schon im Altertum bekannt und bei den Babyloniern die Grundlage ihres Mondkalenders. Meton gehörte neben Euktemon zu den ersten griechischen Astronomen und vermutlich zu den ersten Griechen, die davon erfuhren. Warum spätere griechische Historiker ausschließlich seinen Namen damit in Verbindung brachten, ist nicht bekannt. Ein neutraler Begriff ist Lunisolarzyklus.

## Geschichte

### Meton als Zeitgenosse von Euktemon
Weder von Euktemon noch von Meton sind schriftliche Aufzeichnungen erhalten. Beide werden erst ab einem Jahrhundert nach ihrem Wirken vereinzelt genannt. Dabei kommt der Name Euktemons öfter vor. Meton wird im Zusammenhang mit der Feststellung der Sommersonnenwende im Jahr 432 v. Chr. und der Errichtung eines astronomischen und Wetter-Vorhersagekalenders (Parapegma) genannt. Dass beide gemeinsam arbeiteten, ist nicht sicher. Die Kenntnisse der griechischen Astronomie bis zum ersten Jahrhundert v. Chr. hat Geminos von Rhodos zusammenfassend beschrieben. Er nennt den Namen Metons nicht und führt den „neunzehnjährigen Zyklus“ in einem Kalendersystem auf „Astronomen aus der Schule des Euktemon, Philippos und Kallippos“ zurück. Die beiden letztgenannten lebten erst ein Jahrhundert nach Euktemon und Meton.

### Die historischen Quellen
Im vierten Jahrhundert v. Chr. erwähnt Eudoxos von Knidos in der griechischen Literatur einen „neunzehnjährigen Zeitraum des Euktemon“. Kurze Zeit später wird Meton erstmals von Theophrastos von Eresos in diesem Zusammenhang genannt. Ein Jahrhundert danach nennt Aratos von Soloi den Astronom Kallippos, der im Jahr 330 v. Chr. das „neunzehnjährige Meton-Kalendersystem“ modifizierte. Philochoros berichtet, dass Meton ein Heliotropion, das der Bestimmung der Sommersonnenwende diente, auf der Pnyx errichtete. Im Eudoxus-Papyrus, der in Gizeh um 190 v. Chr. geschrieben wurde und in den Schriften von Geminos von Rhodos, die etwa 70 v. Chr. entstanden, werden Democritus, Eudoxus, Euktemon und Kallippos genannt, aber nicht Meton.
Erst der Historiker Diodor erwähnt ein Parapegma in Verbindung mit der Sommersonnenwende als „neunzehnjährigen Zyklus (έννεακαιδεκαετηρίδα), das Meton, Sohn des Pausanias, einführte“. Vitruv nennt unter den Astronomen, die einen mit Wettervorhersagen verbundenen Kalender (Parapegma) entwickelt hatten, neben Euktemon und Meton alle bereits erwähnten Namen. Claudius Ptolemäus berichtet in seinen astronomischen Aufzeichnungen des Almagest nur einmal über einen „neunzehnjährigen Zeitraum“ mit dem Hintergrund einer von Meton und Euktemon beobachteten Sommersonnenwende.
Aus den antiken Überlieferungen geht nicht hervor, wer das Modell des „Meton-Kalendersystems“ entworfen und wie es ausgesehen hat. Oft wird eine gemeinsame Arbeit von Meton und Euktemon vermutet. Die moderne kritische Beurteilung durch Otto Neugebauer reduziert dieses Kalendersystem auf die von seinem Namenspatron gemachte Gleichsetzung von 19 Jahren mit 6940 Tagen. Meton hätte damit indirekt nur die Länge des Sonnenjahrs festgelegt und einen reinen Sonnenkalender geschaffen, damit der in seinem Parapegma enthaltene Jahreswetterbericht ewige Gültigkeit erhielte. Damit bleibt ungewiss, ob Meton die Periode von 19 Sonnenjahren beziehungsweise 6940 Tagen überhaupt mit 235 Mondperioden gleich setzte und daraus eine Anwendung herleitete.
Die Anwendung einer Periode in der Osterrechnung (Computus), die sowohl 19 Sonnenjahre als auch 235 Mondperioden lang ist, ist dennoch unverbrüchlich mit dem Namen Metons verbunden, ungeachtet dessen, dass der astronomische Hintergrund des Meton-Zyklus schon vor Meton bekannt war und dass die Meton-Periode nicht mit 6940, sondern seit Kallippos mit 6939,75 Tagen gleichgesetzt wird.

### Meton und die Sommersonnenwende 432 v.Chr.
Diodor schreibt, dass Meton im gleichen Jahr, als Apseudes in Athen das Amt des Archon eponymos bekleidete, auf den 13. Tag des Monats Skirophorion den Beginn seines berechneten neunzehnjährigen Kalendersystems legte. Dieser Monat war der letzte des vierten Jahres der 86. Olympiade, das von 433 bis 432 v. Chr. reichte. Claudius Ptolemäus bemerkte, dass Meton und Euktemon in diesem Zusammenhang die Sommersonnenwende im Jahre 432 v. Chr. beobachteten. Im gleichen Text gibt er als Tag dafür den 21. Phamenoth im ägyptischen Kalender an. Dieser ist im julianischen Kalender der 27. Juni (22. Juni im gregorianischen Kalender) und gilt auch aus heutiger Sicht als verlässliches Datum für die Sommersonnenwende im Jahre 432 v. Chr. Das Neulicht fiel auf den 16. Juni im julianischen (11. Juni im gregorianischen) Kalender. Vorausgesetzt, dass die in Athen gebrauchten Monate mit den Mondphasen übereinstimmten, hätte Meton die Sommersonnenwende einen Tag zu spät festgestellt: 1. Skirophorion am 16. Juni; 13. Skirophorion am 28. Juni (julianische Daten).
Otto Neugebauer zieht bereits aus der Nennung des 13. Skirophorion als Starttermin die Folgerung, dass Meton nicht versucht habe, einen neuen Jahreskalender zu schaffen, sondern nur einen eindeutigen Ausgangspunkt im Sonnenjahr für die Erstellung eines Parapegmas suchte. Einen Jahreskalender hätte er am Tage eines neuen Mond-Monats (Neulicht) beginnen müssen. Ein solcher fiel im Jahre 432 v. Chr. nicht mit der Sommersonnenwende zusammen. Den neunzehnjährigen Kalender Metons, den die Griechen gemäß Diodor noch zu seiner Zeit verwendeten, hält er für dieses Parapegma.

### Verteilung von 235 Mondmonaten mit heute bekannter und gültiger Länge auf 6940 Tage
Kalendermonate bestehen immer aus einer ganzen Zahl von Tagen. Monate, die den Mondphasen (heute bekannte und gültige mittlere Länge: etwa 29,53 Tage) folgen sollen, sind 29 Tage (hohle Monate) beziehungsweise 30 Tage (volle Monate) lang. Die Meton-Periode mit 6940 Tagen kann  eindeutig nur mit 110 hohlen Monaten und 125 vollen Monaten gefüllt werden.

Kontrollrechnung: 110·29 + 125·30 = 3190 + 3750 = 6940.

Weil die Zahl der hohlen und der vollen Monate nicht gleich ist, kommt ein regelmäßiger Wechsel in der Reihenfolge nicht in Frage. Ob die Astronomen des antiken Griechenland nach babylonischem Vorbild Normaljahre aus je sechs hohlen und sechs vollen Monaten und gelegentlich Schaltjahre mit einem zusätzlichen Monat bildeten, ist nicht bekannt. Geminos weist Euktemon folgende indirekte Methode zu, die zu einer günstigen Folge aus hohlen und vollen Monaten führt: Allen 235 Monaten werden zuerst formal 30 Tage zugeordnet. Die Summe ist mit 7050 Tagen um 110 Tage zu groß. Deshalb wird jeder 64. Tag der 7050 Tage übersprungen, wodurch man auf 6940 Tage kommt und wobei meistens ein hohler einem vollen Monat folgt. Fünfzehnmal folgen zwei volle Monate aufeinander. Dass dieses Vorgehen tatsächlich anwendbar gewesen wäre, wird durch zwei Arbeiten von Fotheringham (1924) und van der Waerden (1960) gestützt.
Geminos berichtet aber auch, dass die Berechnungen des Euktemon nicht mit der zu seiner (Geminos’) Zeit angenommenen Länge von 365,25 Tagen für das Sonnenjahr in Übereinstimmung standen, und erwähnt abschließend, dass der „fehlerhafte Überschuss später von Astronomen aus der Schule des Kallippos durch einen verbesserten neunzehnjährigen Zyklus berichtigt wurde.“ Siehe auch: Kallippischer Zyklus.

## Neunzehnjähriges Kalendersystem zu 6940 Tagen: Differenzen zwischen astronomischen und Kalender-Längen

### Heute bekannte und gültige astronomische Längen
{\displaystyle {\text{Sonnenjahr}}=365{,}24219\ {\text{Tage}}}
{\displaystyle {\text{Mondperiode}}=29{,}53059\ {\text{Tage}}}

### 19 Kalenderjahre
{\displaystyle {\begin{matrix}19\,{\text{Kalenderjahre}}&=&6940{,}00000\,{\text{Tage}}\\19\,{\text{Sonnenjahre}}&=&6939{,}60161\,{\text{Tage}}\\{\text{DIFFERENZ}}&=&0000{,}39839\,{\text{Tage}}\end{matrix}}}
19 Kalenderjahre sind 0,39839 Tage zu lang. Der Kalender geht nach weniger als 48 Jahren gegenüber dem Sonnenjahr um einen Tag vor.

### 235 Mondmonate
{\displaystyle {\begin{matrix}{}\ 235\,{\text{Mondmonate}}&=&6940{,}00000\,{\text{Tage}}\\235\,{\text{Mondperioden}}&=&6939{,}68865\,{\text{Tage}}\\{\text{DIFFERENZ}}&=&0000{,}31135\,{\text{Tage}}\end{matrix}}}
235 Mondmonate sind 0,31135 Tage zu lang. Der Kalender geht nach etwa 755 Mondmonaten (etwa 61 Kalenderjahren) gegenüber den Mondperioden um einen Tag vor.

## Ein neunzehnjähriges Kalendersystem zu 6939,75 Tagen
Ein Jahrhundert nach Meton korrigierte Kallippos indirekt die 19-Jahre-Periode auf 6939,75 Tage. Der in ganzen Tagen angegebene kallippische Zyklus teilt 76 Jahren 27'759 Tage zu (einen Tag weniger als Meton: 4 mal 6'940 = 27'760). Die erste bekannte Verwendung der darin enthaltenen Länge von 365,25 Tagen für das einzelne Jahr geschah in einem in Ägypten zur Zeit von Ptolemaios III. im dritten Jahrhundert v. Chr. kurzzeitig gebrauchten Sonnenkalender. Ob die Kenntnis der Jahrlänge von 365,25 Tagen von Kallippos übernommen wurde, ist nicht bekannt. Die Einschaltung eines Zusatztages alle vier Jahre wurde später vom Julianischen Kalender übernommen, nachdem Julius Cäsar persönlich in Ägypten davon erfahren hatte. Zur Zeit Jesu Christi wurde in Palästina ein gebundener Mondkalender verwendet. Die Erinnerung der Christen zu Ostern, dem „Tag der Auferstehung Jesu Christi“, beruht auf diesem Kalender, der innerhalb des julianischen Sonnenkalenders (und des verbesserten gregorianischen Kalenders) weiter angewendet wird. Die Bindung an die Mondmonate kommt dadurch zum Ausdruck, dass der Ostersonntag dem ersten Vollmond im Frühling zu folgen hat, also im ersten Mondmonat des religiösen jüdischen Kalenders liegt. Bei der Bestimmung des jährlich im julianischen (heute im gregorianischen) Kalender anderen Oster-Termins spielt die 19-Jahre-Periode eine wesentliche Rolle.

### Heute bekannte und gültige astronomische Längen
{\displaystyle {\text{Sonnenjahr}}=365{,}24219\ {\text{Tage}}}
{\displaystyle {\text{Mondperiode}}=29{,}53059\ {\text{Tage}}}

### 19 Kalenderjahre
{\displaystyle {\begin{matrix}19\,{\text{Kalenderjahre}}&=&6939{,}75000\,{\text{Tage}}\\19\,{\text{Sonnenjahre}}&=&6939{,}60161\,{\text{Tage}}\\{\text{DIFFERENZ}}&=&0000{,}14839\,{\text{Tage}}\end{matrix}}}
19 Kalenderjahre sind 0,14839 Tage zu lang. Der Kalender geht nach etwas mehr als 128 Jahren gegenüber dem Sonnenjahr um einen Tag vor.
Diese Differenz wurde bei der gregorianischen Kalenderreform nahezu beseitigt, indem im Kalender im Schnitt alle 133,3333 Jahre ein Schalttag ausfällt (Sonnengleichung), real also alle 400 Jahre ein Schaltjahr stattfindet (1600, 2000, 2400, …), während in den vollen Jahrhunderten, die nicht ohne Rest durch 400 teilbar sind (z. B. 1700, 1800, 1900, 2100, …), der Schalttag ausfällt.

### 235 Mondmonate
{\displaystyle {\begin{matrix}{}\ 235\,{\text{Mondmonate}}&=&6939{,}75000\,{\text{Tage}}\\235\,{\text{Mondperioden}}&=&6939{,}68865\,{\text{Tage}}\\{\text{DIFFERENZ}}&=&0000{,}06135\,{\text{Tage}}\end{matrix}}}
235 Mondmonate sind 0,06135 Tage zu lang. Der Kalender geht nach etwa 3.830 Mondmonaten (etwa 310 Kalenderjahren) gegenüber den Mondperioden um einen Tag vor.
Diese Differenz wurde bei der gregorianischen Kalenderreform nahezu beseitigt, indem auch bestimmt wurde, bei der Osterrechnung im Schnitt alle 312,5 Jahre einmal einen Mondmonat um einen Tag kürzer anzusetzen (Mondgleichung).

## Differenz zwischen 19 Sonnenjahren und 235 Mondperioden
Heute bekannte und gültige astronomische Längen 

{\displaystyle {\text{Sonnenjahr}}=365{,}24219\ {\text{Tage}}}
{\displaystyle {\text{Mondperiode}}=29{,}53059\ {\text{Tage}}}
19 Sonnenjahre und 235 Mondperioden 

{\displaystyle {\begin{matrix}19\,{\text{Sonnenjahre}}&=&6939{,}60161\,{\text{Tage}}\\235\,{\text{Mondperioden}}&=&6939{,}68865\,{\text{Tage}}\end{matrix}}}
Differenz 

{\displaystyle {\begin{aligned}0{,}08704\,{\text{Tage}}&=&2{,}08896\,{\text{Stunden}}&=&2\,{\text{Stunden }}5\,{\text{Minuten }}20\,{\text{Sekunden }}\end{aligned}}}

## Anmerkung
1. ↑  Zur Zeit Metons war die Präzession der Erde noch unbekannt. Das Sonnenjahr wurde als eine siderische Periode betrachtet